# Chiesa dei Santi Pietro e Paolo (Napoli)
La chiesa dei Santi Pietro e Paolo è una delle chiese storiche di Napoli, ubicata a Soccavo, zona Campi Flegrei.

## Storia e descrizione
Il tempio fu costruito nel 1540, a séguito dell'aumento della popolazione dovuto alla fuga degli abitanti di Tripergole a causa del sollevamento del suolo che formò una collina di media altezza preceduto dall'eruzione del vulcano Campi Flegrei si ebbe quindi la nascita del Monte Nuovo nella notte tra il 27 e il 28 settembre 1538; fu inglobata una piccola cappella, risalente al XIII secolo ed elevata a parrocchia nel 1538. La chiesa fu ristrutturata nel 1775 e restaurata subito dopo l'Unità d'Italia e nel 1989.
La facciata, che costituisce la principale testimonianza medioevale del complesso, è formata da tre pannelli orizzontali ed è ornata peraltro da un portale in piperno databile al XVI secolo, da un orologio a rosone circolare con una mostra maiolicata, risalente alla fine del XVIII secolo e da un pannello in ceramica vietrese raffigurante i Santi Pietro e Paolo, opera del 1985.
L'interno è formato da una vasta navata con quattro cappelle per lato. Tra le opere presenti all'interno della chiesa devono essere menzionate:
- Due statue lignee settecentesche raffiguranti i Santi Pietro e Paolo.
- Tela raffigurante la Vergine del soccorso assisa su un trono con a lato i Santi Pietro e Paolo, opera di Domenico Zingaro, risalente al 1509.
- Tela raffigurante i Santi Pietro e Paolo, opera di Nicola Corvo risalente al 1867, posta sull'altare maggiore.

Davanti alla chiesa, dotato di un proprio corpo edilizio a sé stante, vi è l'Oratorio della Confraternita di San Francesco d'Assisi. Esso contiene alcune opere d'arte antiche e un sottostante ipogeo che ospita i resti ossei dei confratelli ivi sepolti nel corso dei secoli.